# صدح بواسييه
صدح بواسييه (باللاتينية: Commicarpus boissieri) نوع نباتي من جنس الصدح من الفصيلة الشبّية.

## الموئل والانتشار
موطنه عُمان ومصر.

## الوصف النباتي
نبات عشبي.